# Indigofera foliosa
Indigofera foliosa är en ärtväxtart som beskrevs av Ernst Meyer. Indigofera foliosa ingår i släktet indigosläktet, och familjen ärtväxter. Inga underarter finns listade i Catalogue of Life.